# Prigione Patarei
La prigione Patarei (estone : Patarei vangla), nota anche come Fortezza marina di Patarei e Prigione centrale di Tallinn (Tallinna Keskvangla), per la popolazione locale conosciuta anche come La Batteria ( Patarei ), si tratta di un complesso edilizio nel quartiere Kalamaja di Tallinn, Estonia . La superficie copre circa quattro ettari di un'ex fortezza marina e prigione, locata sulla riva della baia di Tallinn.
Il forte fu eretto negli anni tra il 1830 e il 1837 come porzione delle fortificazioni dello stato zarista russo. L'ordine di costruzione fu mandato dall'imperatore Nicola I. Quando nel 1864, Tallinn fu sollevata dall'elenco delle fortezze dell'Impero russo a seguito della sconfitta della Russia nella guerra di Crimea e la fortezza fu trasformata in caserma.
La Repubblica di Estonia, la quale dichiarò l'indipendenza nel 1918, fece ricostruirela fortificazione come prigione dopo la Prima Guerra Mondiale . Nel 1919, la funzione principale del forte divenne in questo caso quella di prigione, funzione che perdurò fino al 2005.
Per la popolazione estone il carcere Patarei rappresenta uno dei simboli più importanti del terrore politico sovietico e nazista.
Nel 2018, l'Istituto estone per la memoria storica ha cominciato i preparativi riguardante un ambizioso progetto di un museo sui crimini del comunismo e di un centro di ricerca internazionale a Tallinn. L'area destinata a museo è di circa 5.000 metri quadrati nella parte est dell'edificio e la sua apertura era prevista per il 2026, perlomeno la data di inizio lavori.

## Storia

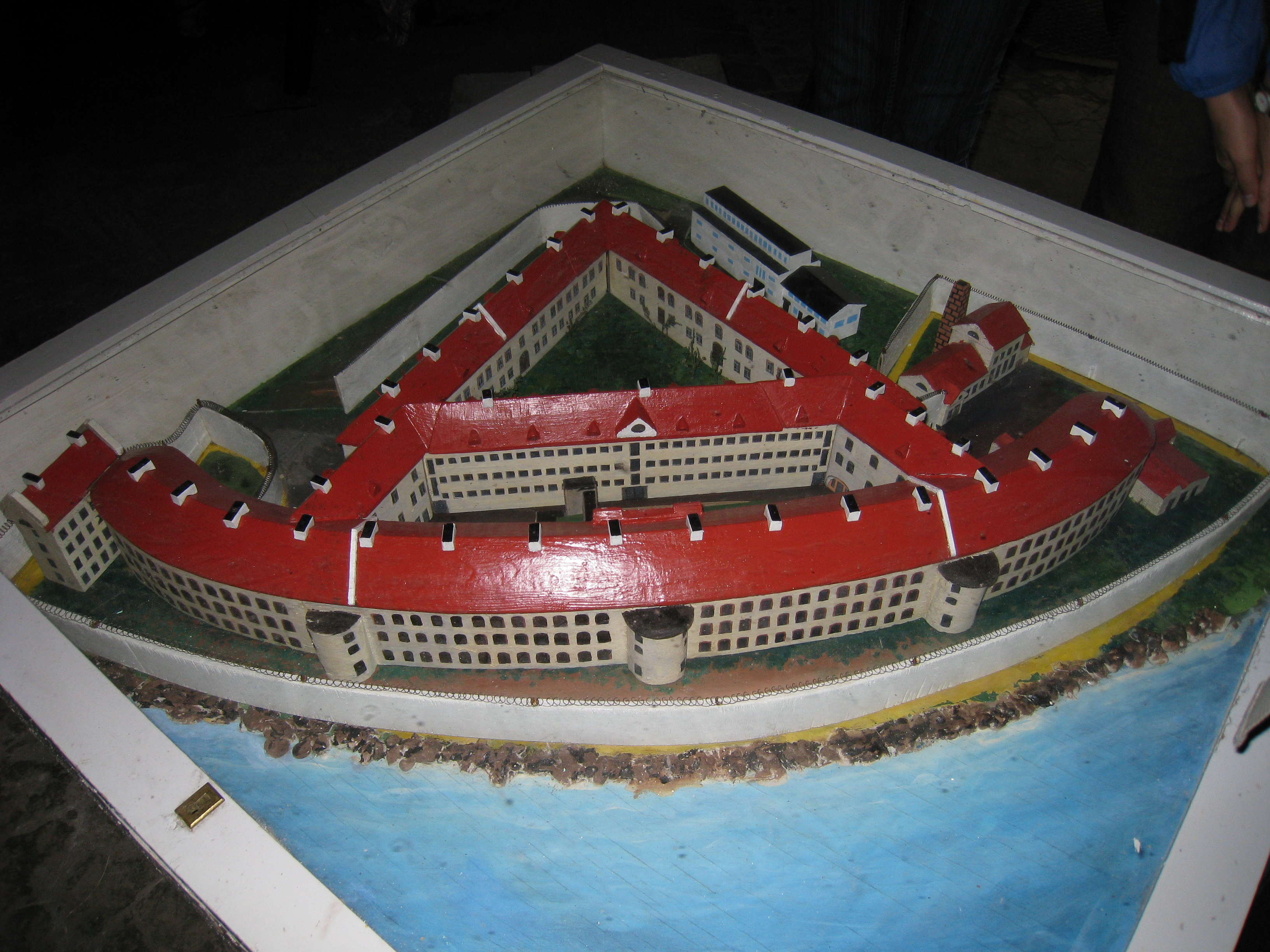
Un modello della prigione di Patarei

Nel 1919, il forte sostituì le prigioni presenti a Tallinn, una situata nel Castello di Toompea e un'altra nella torre di artiglieria della Grassa Margherita, le quali erano state danneggiate dagli incendi durante le rivoluzioni del 1917. Prima del 1919, le carceri erano sotto la giurisdizione delle amministrazioni comunali locali. In seguito con l'indipendenza, passarono sotto mano della giurisdizione del Ministero della Giustizia. Il complesso, il quale comprendeva anche un ospedale, era la prigione più grande dell'Estonia, con una capacità di circa 1.000 prigionieri. L'edificio era strutturato con mura interne, muri di tamponamento, grate di ferro e doppie sbarre su qualche finestra.
Nel 1925 e nel 1926, al secondo piano dell'edificio principale, vennero fatte erigere sezioni separate a causa della crescita del numero comunisti da imprigionare, in seguito al Processo dei 149 (novembre 1924) e al tentativo di rovesciare il governo dopo il 1° dicembre 1924 . La capienza del carcere fu nuovamente allargata negli anni '30 con l'addizione del secondo e del terzo blocco, arrivando a contenere all'incirca 1.500 prigionieri. Per risparmiare denaro pubblico, i prigionieri dovevano guadagnarsi il sostentamento e vitto in un laboratorio di cucito, una tipografia, una legatoria e altre differenti strutture situate all'interno del complesso.
In occasione del 20° anniversario dell'indipendenza della Repubblica di Estonia e come segno di pace interna, il neoeletto presidente estone Konstantin Päts annunciò un'amnistia politica nel 1938. Avvenne così che 104 devoti al comunismo e 79 affiliati al movimento dei veterani della Guerra d'Indipendenza furono rilasciati dalla prigione di Patarei. Nell'estate del 1940, ben 36 persone accusate di spionaggio per l'Unione Sovietica e 7 persone che erano state imprigionate per ragioni politiche, si trovavano ancora nella prigione di Patarei insieme ai criminali.

### 1940–1941: Prigione NKVD n. 1 della RSS Estone
Il giorno 21 giugno dell'anno 1940 una massa di gente si diresse verso la prigione centrale, scortata dai veicoli blindati dell'Armata Rossa. La folla aveva come obiettivo il rovesciamento e caduta del governo e richiedeva il rilascio dei prigionieri politici. Il ministro della Giustizia acconsentì così a liberarli dopo dettagliate trattative guidate dall'ex prigioniero politico Aleksander Resev, il quale era stato condannato a 15 anni di carcere e rilasciato con amnistia due anni prima, nel 1938. Oltre a 36 spie dell'Unione Sovietica, furono rilasciati anche gli ultimi tre comunisti, i quali erano stati arrestati per aver partecipato al tentativo di colpo di stato del 1º dicembre 1924 (Aleksander Mui, Kristjan Seaver e Alfred Sein).
In quel periodo, molti lavoratori statali vennero arrestati e imprigionati. Nonostante la Polizia politica e della Prigione centrale fossero controllate dai comunisti, Johannes Kõks, direttore della Prigione centrale dal 1934, rimase formalmente in carica. I giorni in cui avvenne la svolta furono il 14 e 15 luglio, quando si tennero le pseudo-elezioni del Riigivolikogu (camera bassa del Parlamento estone). Due giorni dopo, il 17 luglio, Kõks fu arrestato e il comunista Artur Jaanson divenne il nuovo direttore della prigione centrale.
In seguito all'occupazione sovietica del 1940, le prigioni passarono nelle mani dell'Amministrazione carceraria del Commissariato del popolo per gli affari interni (NKVD). In base alla struttura dell'apparato statale dell'Unione Sovietica vennero riorganizzati gli enti statali. Gli istituti penali della zona, che fino a quel momento erano stati sotto la giurisdizione del Ministero della Giustizia, da allora in poi passarono sotto la giurisdizione dell'agenzia per gli affari interni dell'Unione Sovietica. Insieme alle altre istituzioni penali dell'Estonia, la prigione centrale di Tallinn fu posta sotto la giurisdizione del Dipartimento delle prigioni della RSS Estone NKVD e del Dipartimento dei campi di lavoro correttivi. La prigione centrale venne da quel momento rinominata ufficialmente come prigione NKVD della RSS Estone n. 1. Furono inoltre istituiti altri luoghi di detenzione più piccoli.
Durante la direzione del nuovo direttore e in seguito alla dichiarazione dell'Estonia nella Repubblica Socialista Sovietica nel luglio 1940, vennero rivedute le condanne delle persone detenute in tutti gli istituti penitenziari. Spesso le pene vennero abbreviate, 92 prigionieri furono rilasciati e le loro condanne furono cancellate.
In seguito persone fedeli al nuovo regime sostituirono il personale carcerario. La prigione di Patarei divenne così l'istituzione penale attraverso la quale dovevano passare tutti i funzionari pubblici che erano e sarebbero stati arrestati. Stessa sorte per gli ufficiali militari di alto rango, gli ufficiali di polizia e gli uomini d'affari della Repubblica di Estonia prima della loro esecuzione ufficiale o dell'invio al Gulag. Le persone che cadevano in loro custodia venivano interrogate in via Pagari e a Patarei; quelle condannate a morte dal tribunale militare delle truppe dell'NKVD venivano nella maggior parte dei casi portate in gruppi di tre o più prigionieri da Patarei alla prigione interna di via Pagari secondo gli ordini del commissario del popolo della RSS estone per l'NKVD o del suo vice.
In seguito allo scoppio della guerra tra l'Unione Sovietica e la Germania, cominciò a crescere rapidamente tra giugno e luglio 1941 il numero di persone arrestate. Invece il trasporto dei condannati verso l'Unione Sovietica si trasformò in un'evacuazione di massa dei prigionieri e, in alcuni luoghi, divenne un'esecuzione indiscriminata delle persone in custodia, quando osavano avvicinarsi della linea del fronte. Nelle fasi iniziali della guerra, nella prigione Patarei erano detenute 1.651 persone, la maggior parte delle quali furono trasferite nei campi di prigionia siberiani, mentre gli ultimi 150 prigionieri furono portati lontano da Tallinn via nave e quando venne interrotto il collegamento con le retrovie sovietiche. Meno del 5% dei prigionieri portati in Russia hanno rivisto l'Estonia.

### 1941–1944: Campo di lavoro e correzione n. 1 di Tallinn
Durante un periodo di breve durata nell'agosto del 1941, la prigione smise temporaneamente di funzionare. Le armate tedesche occuparono Tallinn il 28 agosto 1941 dopo l'evacuazione sovietica . Nel giorno 28 agosto non c'erano più prigionieri a Patarei, tolto un misero numero di persone inferme rimaste nell'ospedale della prigione. Ogni istituto penitenziario locale (compreso il Patarei) e le autorità di polizia passarono sotto il controllo del nuovo regime occupante e del Servizio di Sicurezza Tedesco (SD).
I casi di persone arrestate per motivi politici erano talmente frequenti nei primi mesi dell'occupazione tedesca che, oltre alle prigioni esistenti, fecero istituire campi di concentramento temporanei (tra i più grandi si distinsero Jägala, Klooga e Vaivara) sotto ordinanza delle unità della Wehrmacht. Nell'ottobre del 1941, a Patarei vi erano già 2.600 detenuti, nonostante la capienza normale fosse di 1.200. La prigione di Patarei rimase l'istituzione penale centrale del sistema SD per tutta la durata dell'occupazione tedesca. L'ex carcere centrale è stato ribattezzato Campo di lavoro e correzione di Tallinn (abbreviazione estone TKL) n. 1.
Principalmente venivano arrestati e detenuti residenti estoni, incriminati dalle autorità tedesche per motivi politici e razziali (principalmente ebrei locali), insieme ad altri criminali della zona (dichiarati colpevoli per atti dannosi per l'economia di guerra, speculazioni, ecc.). Nell'anno 1943 alcune decine di ebrei tedeschi e cecoslovacchi furono portati per un breve periodo a Patarei e nel maggio del 1944 circa 300 ebrei furono portati dalla Francia a Patarei (Convoglio 73).
Disponendo di dati probabilmente non precisi, è probabile che le esecuzioni delle persone detenute a Patarei siano state eseguite esclusivamente negli ultimi quattro mesi del 1941 e all'inizio del 1942, mentre nei due anni successivi il complesso sarebbe stato utilizzato come campo di lavoro forzato, dove vennero trattenute persone sottoposte a indagini preliminari insieme a condannati.
Nel 1944 venne organizzata e pianificata l'evacuazione dei prigionieri dall'Estonia. Patarei divenne così da quel momento in poi un campo di transito, dove venivano radunati i prigionieri provenienti da altri campi e prigioni. L'imminente evacuazione determinò la crescita ancora una volta del numero dei detenuti, raggiungendo circa 4.200 carcerati in agosto, quando i prigionieri portati da altre prigioni e campi furono radunati a Patarei prima di essere caricati sulle navi. Molti prigionieri vennero inviati in altri campi situati in Polonia o in Germania; altri vennero arruolati come volontari nell'esercito tedesco. Secondo gli ex prigionieri, le guardie carcerarie rilasciarono alcuni detenuti prima che le forze tedesche lasciassero Tallinn. Seguì l'offensiva sovietica e l'Armata Rossa conquistò Tallinn il 22 settembre 1944.

### 1944–1991: Isolatore di custodia cautelare n. 1
La prigione Patarei subì una temporanea interruzione di qualsiasi attività nel settembre 1944. Prima del 10 marzo 1945, solo a Patarei, gli arrestati erano 3.620. La maggior parte dei detenuti erano solitamente persone sottoposte a indagine preliminare, la maggior parte delle volte per motivi politici. A causa della mancanza di spazio, tutti i condannati vennero presto trasportati nei campi di lavoro forzato nell'entroterra dell'Unione Sovietica. Patarei rimase così la prigione centrale sotto l'amministrazione del Ministero degli Interni della RSS Estone. Le persone mantenute in custodia cautelare vennero quindi trasferite nella prigione interna del Ministero della Sicurezza dello Stato in via Pagari per essere sottoposte all'interrogatorio.

### Dal 1991 fino ad oggi
Patarei è stata mantenuta con la stessa destinazione d'uso cautelare e di prigionia nella restaurata Repubblica di Estonia sotto la giurisdizione del Ministero della Giustizia fino al dicembre 2002.
Nel settembre 2005, il complesso fu aperto al pubblico come museo temporaneo dai Musei di Virumaa; tuttavia chiuse quasi subito dopo per problemi di norme di sicurezza, per tutelare i visitatori e i Musei di Virumaa si ritirarono dal progetto nel luglio 2006. In seguito il sito è stato gestito da una partnership pubblico-privata "Culture Park", un luogo per eventi musicali e artistici, il cui complesso edilizio principale è rimasto in gran parte intatto. Nel 2013 i visitatori venivano invogliati e coinvolti a far parte del progetto e ad intraprendere un'esplorazione urbana autoguidata, senza interpretazioni formali o mediari turistici; processo definito come un "approccio rinfrescante..." e ne risultò un'esperienza per il visitatore inquietante e, in definitiva, commovente.
Europa Nostra, l'organizzazione europea principale addetta alla conservazione del patrimonio culturale, nel 2016 ha inserito la fortezza navale di Patarei come una tra i sette siti europei più a rischio. L'Ente nazionale per il patrimonio dell'Estonia ha avvisato del forte rischio e dell'eventualità di perdere la struttura se non vengono effettuati restauri.
La State Real Estate Ltd. ha supervisionato ed analizzato l'edificio mentre si svolgevano numerose discussioni e dibattiti in merito al consolidamento ed efficientamento dello stato del complesso, alla conservazione e mantenimento del suo significato storico e alle possibili future declinazioni dell'edificio. Le principali proposte delineate consistono nel renderlo un complesso museale, un centro culturale e ricreativo, un albergo con porto turistico, uffici e appartamenti. Nel 2019 l'imprenditore estone Urmas Sõõrumaa ha acquistato il complesso per 4,6 milioni di euro. Sõõrumaa sta supervisionando un ambizioso progetto che intende realizzare una combinazione delle idee sopra menzionate.
Nell anno 2019, su iniziativa richiesta dell'Istituto estone della memoria storica, all'interno del complesso è stato inaugurato il Museo della prigione di Patarei. È previsto che il Museo internazionale per le vittime del comunismo e un centro di ricerca adiacente apriranno nel 2026, o perlomeno inizino i lavori.

## Elenco dei personaggi illustri imprigionati a Patarei
Fonte:
- Vello Agori, caricaturista estone
- Hendrik Allik, un politico comunista estone
- Johannes Hint, scienziato estone
- Jaan Isotamm, poeta estone
- Ants Kaljurand ( Formiche il Terribile ), partigiano estone e Fratello della Foresta
- Teet Kallas, scrittore estone
- Jaan Kross, scrittore estone
- Jüri Kukk, professore estone di chimica
- Andres Larka, comandante militare e politico estone
- Tiit Madisson, attivista, scrittore e politico estone
- Kristjan Palusalu, lottatore estone dei pesi massimi e vincitore olimpico
- Lagle Parek, politico estone
- Artur Sirk, figura di spicco del movimento di destra Vaps
- Sergei Soldatov, uno dei fondatori del movimento dissidente antisovietico in Estonia
- Heiti Talvik, poetessa estone
- Enn Tarto, politico estone e uno dei principali dissidenti durante l'occupazione sovietica dell'Estonia